# Merremia macrocalyx
Merremia macrocalyx là một loài thực vật có hoa trong họ Bìm bìm. Loài này được (Ruiz & Pav.) O'Donell mô tả khoa học đầu tiên năm 1941.

## Hình ảnh

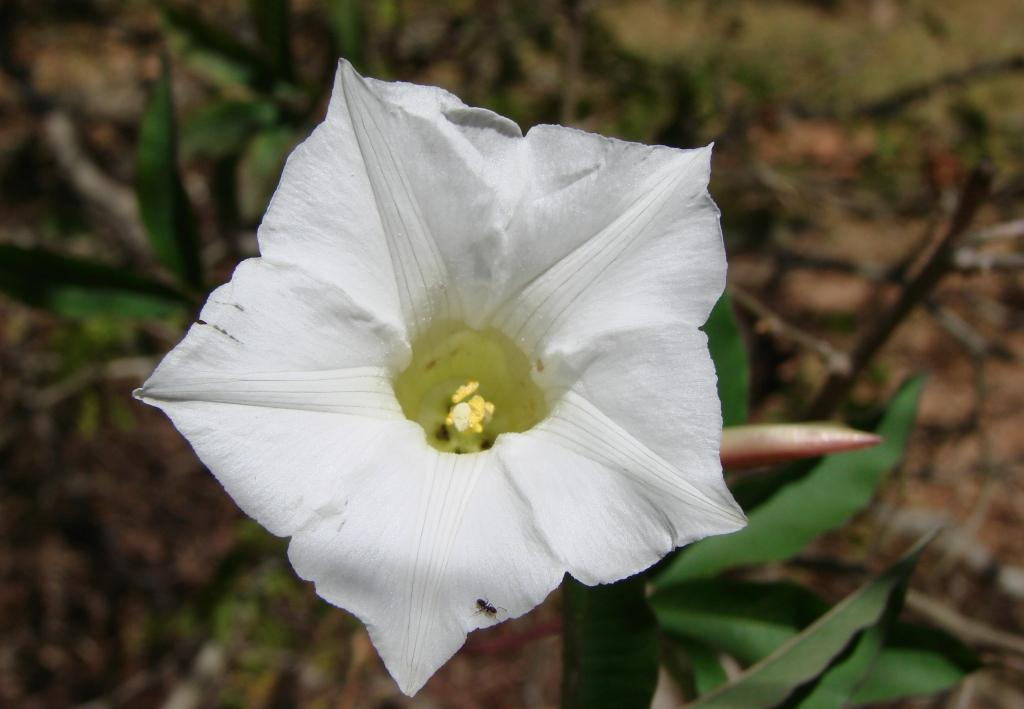
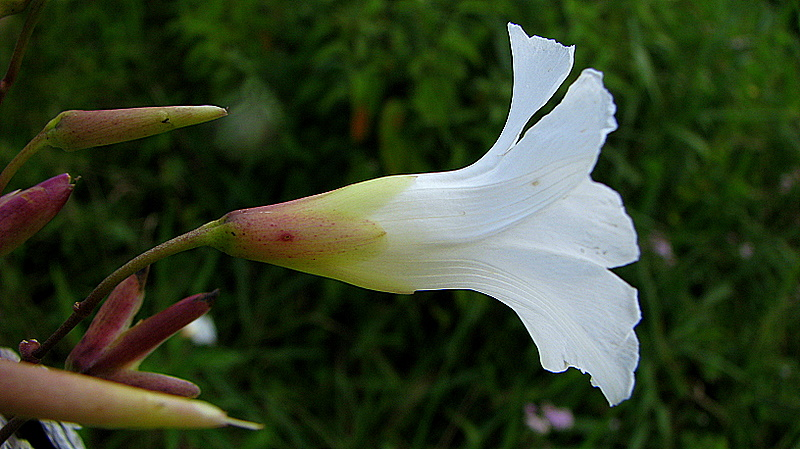
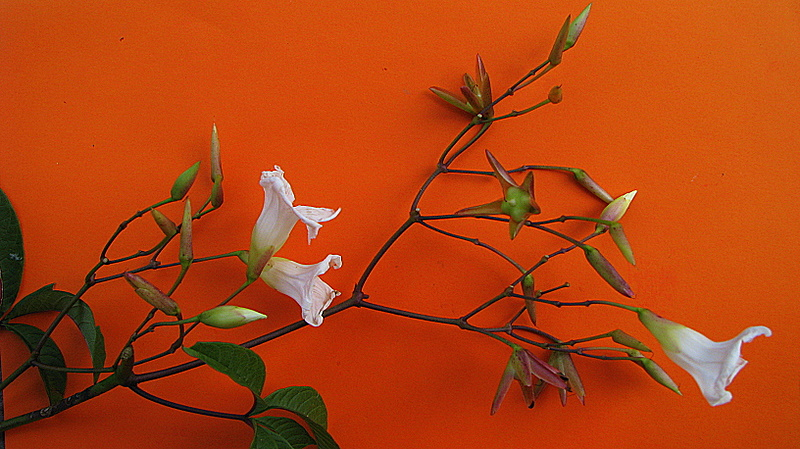
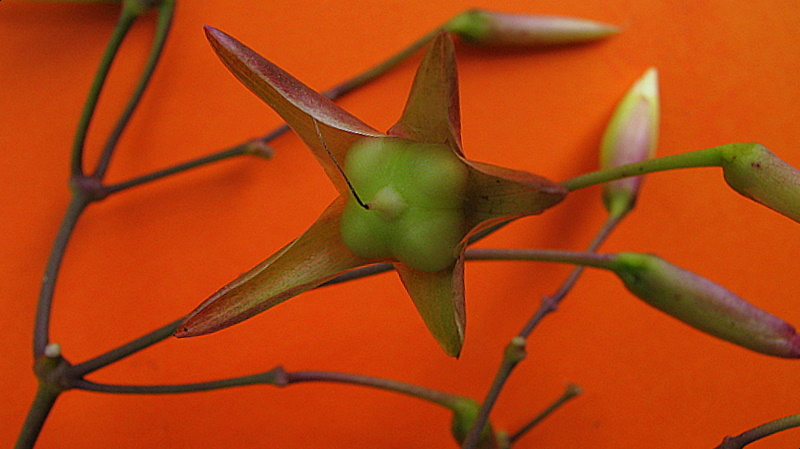